# Ayenia euphrasiifolia
Ayenia euphrasiifolia är en malvaväxtart som beskrevs av August Heinrich Rudolf Grisebach. Ayenia euphrasiifolia ingår i släktet Ayenia och familjen malvaväxter.

## Underarter
Arten delas in i följande underarter:
- A. e. euphrasiifolia
- A. e. litoralis
- A. e. ophiticola